# Grewia coriacea
Espèce
Synonymes
- Grewia coriacea[2]
- Microcos coriacea (préféré par NCBI)[2]
- Microcos coriacea (Mast.) Burret[1]

Grewia coriacea Mast. est une espèce d'arbre à briquet[Quoi ?] de la famille des Malvaceae originaire d'Afrique tropicale. Elle présente de remarquables qualités tinctoriales pour les populations d'Afrique centrale étant donné sa fréquence d'utilisation, sa répartition géographique et sa facilité d'approvisionnement.

## Description
Grewia coriacea est un arbuste mesurant de 10 à 20 m de haut. Ses feuilles sont simples, à stipules oblongues et elliptiques, et ses inflorescences prennent la forme de panicules terminales et axillaires mesurant entre 3 et 10 cm de long. Ses fleurs sont jeunes, soit bisexuées soit unisexuées avec 5 sépales tomenteux et 5 pétales plus petits que les sépales, glanduleux et dont l'ovaire est supère, à 3 loges. Les fruits sont des drupes ovoïdes piriformes à exocarpe coriace avec une graine. La plante est sempervirente et fructifie en mai, juin et juillet.

## Répartition
Il existe environ une trentaine d'espèces du genre Grewia qui se distribue sur les plateaux, Pool et Bouenza, dans les régions dont le climat est équatorial à tropical, les sols argilo-sableux et où les pluies sont abondantes.

## Propriétés
Les analyses phytochimiques de l'extrait rouge sang des fruits de cette plante ont révélé la présence de flavonoïdes et d'anthocyanes, ainsi que de tanins condensés.

## Aspects culturels
Le jus coloré des fruits est souvent associé à de l'argile (kaolin) afin de décorer en rouge les nombreuses parures utilisées au cours des cérémonies traditionnelles de mariage, ainsi que pour le maquillage de la mariée.
Un de ses noms vernaculaires est Tsui en langue Téké).